# NOTHING FROM NOTHING
「Nothing From Nothing」（ナッシング・フロム・ナッシング）は、日本の女優・浜﨑あゆみが、エイベックスで歌手活動を始める前にAYUMI名義で発売したデビューシングル。

## 収録曲
1. Nothing From Nothing [6:09]
作詞：DOHZI-T
作曲：石嶋和雄
2. Paper Doll [5:15]
作詞：DOHZI-T
作曲：石嶋和雄
3. Nothing From Nothing (orignal karaoke) [5:40]
作曲：石嶋和雄
表題曲のオリジナル・カラオケバージョン。

## ミニアルバム

### 解説
シングル「NOTHING FROM NOTHING」に次いでリリースされた同タイトルのミニアルバム。

### 収録曲
1. NOTHING FROM NOTHING (Single Version) [6:09]
作詞：DOHZI-T
作曲：石嶋和雄
1stシングルの表題曲。
2. LIMIT [6:37]
作詞：AYUMI
作曲：石嶋和雄
3. PAPER DOLL [5:15]
作詞：DOHZI-T
作曲：石嶋和雄
1stシングルのカップリング曲。
4. Gut it-Pez [6:06]
5. NOTHING FROM NOTHING (Album Version) [6:06]
作詞：DOHZI-T
作曲：石嶋和雄
1stシングルの表題曲のアルバムバージョン。